# Hispano-Suiza V10 Supercharged
Der Hispano-Suiza V10 Supercharged ist ein Konzeptfahrzeug eines Mittelmotor-Supersportwagen des Automobilherstellers Hispano-Suiza, das 2010 auf dem Genfer Auto-Salon vorgestellt wurde. Der 5,2 Liter große V10-Motor des V10 Supercharged stammt aus dem Audi R8 und leistet 625 kW (850 PS). Auf 100 km/h beschleunigt der 1590 kg schwere Zweisitzer in unter drei Sekunden, die Höchstgeschwindigkeit wurde mit 360 km/h angegeben.
Auf dem Genfer Auto-Salon im März 2019 wird mit dem Hispano-Suiza Maguari HS1 GTC das Serienfahrzeug vorgestellt.

## Technische Daten
|                                             | Hispano-Suiza V10 Supercharged |
| Motorkenndaten                              |                                |
| Motortyp                                    | V10-Ottomotor                  |
| Motoraufladung                              | Twinturbo                      |
| Hubraum                                     | 5204 cm³                       |
| max. Leistung bei min−1                     | 625 kW (850 PS) / 8200         |
| max. Drehmoment bei min−1                   | 820 Nm / 6650                  |
| Kraftübertragung                            |                                |
| Antrieb                                     | Allradantrieb                  |
| Getriebe, serienmäßig                       | 6-Gang-Schaltgetriebe          |
| Messwerte                                   |                                |
| Höchstgeschwindigkeit                       | 360 km/h                       |
| Beschleunigung, 0–100 km/h                  | 2,9 s                          |
| Leergewicht                                 | 1590 kg                        |
| Kraftstoffverbrauch auf 100 km (kombiniert) | 16,3 l Super                   |
| CO2-Emissionen (kombiniert)                 | 378 g/km                       |